# Gauromyrmex bengakalisi
Gauromyrmex bengakalisi is een mierensoort uit de onderfamilie van de Myrmicinae. De wetenschappelijke naam van de soort is voor het eerst geldig gepubliceerd in 1933 door Menozzi.